# Troubelice
Troubelice (Duits: Treublitz) is een Tsjechische gemeente in de regio Olomouc, en maakt deel uit van het district Olomouc. Troubelice telt 1853 inwoners (2006). Naast het dorp Troubelice zelf liggen binnen de gemeente ook de plaatsen Dědinka, Lazce en Pískov. Op het grondgebied van de gemeente bevinden zich twee stations, het station Troubelice en de spoorweghalte Troubelice zastávka, beide aan de spoorlijn van Olomouc naar Šumperk. Troubelice is in tegenstelling tot omliggende gemeenten nooit verduitst, het wordt behoort tot de streek Hanna.

## Geschiedenis
- 1334 – De eerste schriftelijke vermelding van de gemeente.[1]

## Aanliggende gemeenten
| Aangrenzende gemeenten | Aangrenzende gemeenten | Aangrenzende gemeenten | Aangrenzende gemeenten | Aangrenzende gemeenten |
| ---------------------- | ---------------------- | ---------------------- | ---------------------- | ---------------------- |
| Lipinka                |                        | Nová Hradečná          |                        |                        |
|                        |                        |                        |                        |                        |
| Klopina                | Šumvald                |                        |                        |                        |
|                        |                        |                        |                        |                        |
|                        |                        | Medlov                 |                        | Uničov                 |

Babice · Bělkovice-Lašťany · Bílá Lhota · Bílsko · Blatec · Bohuňovice · Bouzov · Bukovany · Bystročice · Bystrovany · Červenka · Charváty · Cholina · Daskabát · Dlouhá Loučka · Dolany · Doloplazy · Domašov nad Bystřicí · Domašov u Šternberka · Drahanovice · Dub nad Moravou · Dubčany · Grygov · Haňovice · Hlásnice · Hlubočky · Hlušovice · Hněvotín · Hnojice · Horka nad Moravou · Horní Loděnice · Hraničné Petrovice · Huzová · Jívová · Komárov · Kozlov · Kožušany-Tážaly · Krčmaň · Křelov-Břuchotín · Liboš · Lipina · Lipinka · Litovel · Loučany · Loučka · Luběnice · Luká · Lutín · Lužice · Majetín · Medlov ·
Měrotín · Město Libavá · Mladeč · Mladějovice · Moravský Beroun · Mrsklesy · Mutkov · Náklo · Náměšť na Hané · Norberčany · Nová Hradečná · Olbramice · Olomouc · Paseka · Pňovice · Přáslavice · Příkazy · Řídeč · Samotišky · Senice na Hané · Senička · Skrbeň · Slatinice · Slavětín · Štarnov · Štěpánov · Šternberk · Strukov · Střeň · Suchonice · Šumvald · Svésedlice · Těšetice · Tovéř · Troubelice · Tršice · Újezd · Uničov · Ústín · Velká Bystřice · Velký Týnec · Velký Újezd · Věrovany · Vilémov · Vojenský újezd Libavá · Želechovice · Žerotín